# Декоративно-прикладное искусство

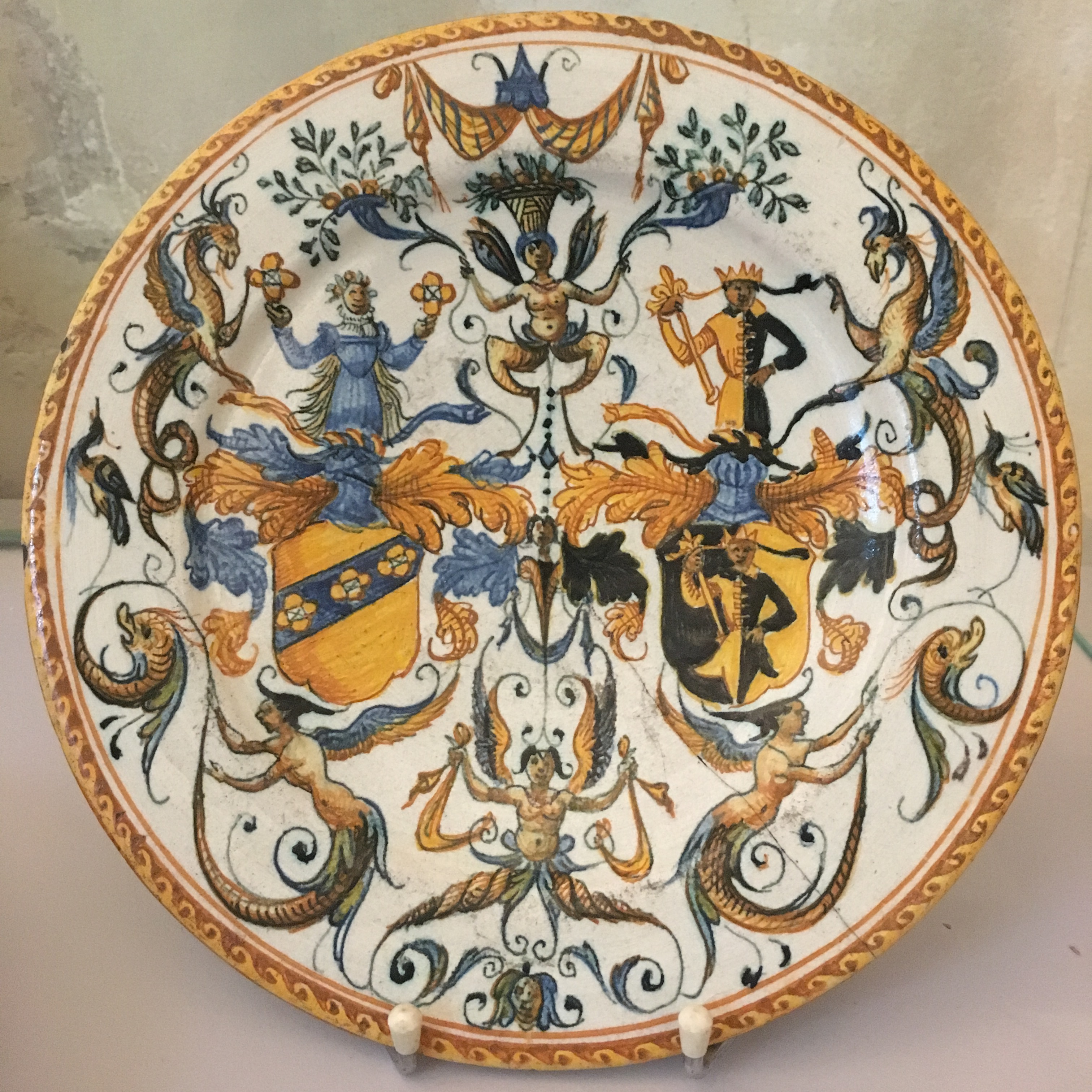
Тарелка с гротесками. Аугсбург. 1593. Майолика. Музей античной керамики, Руан

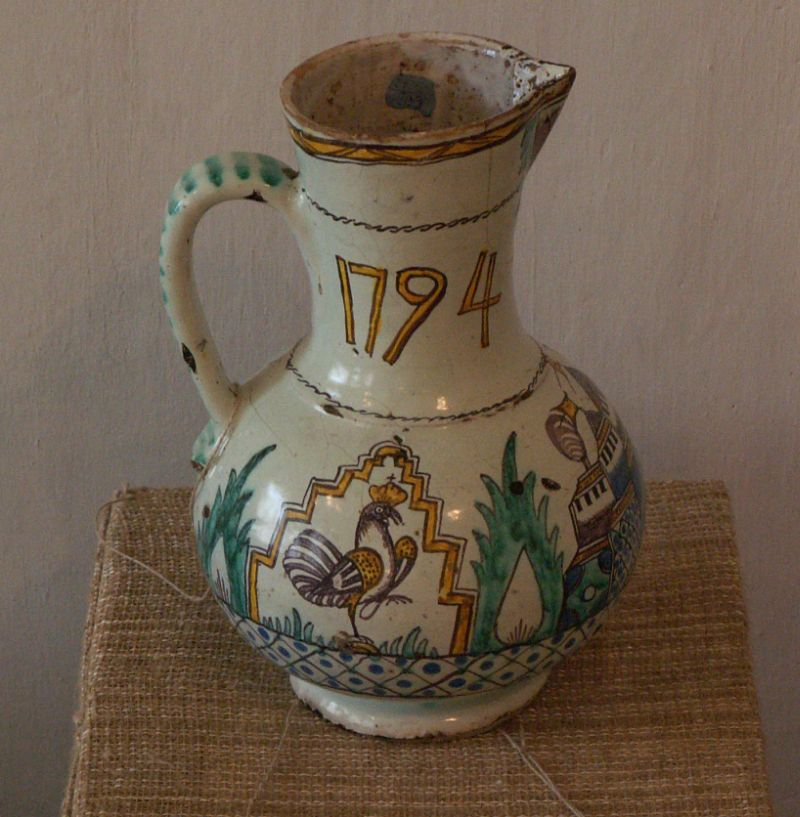
Кувшин. 1794. Фаянс, роспись. «Старая Гжель». Музей Гжельского промысла

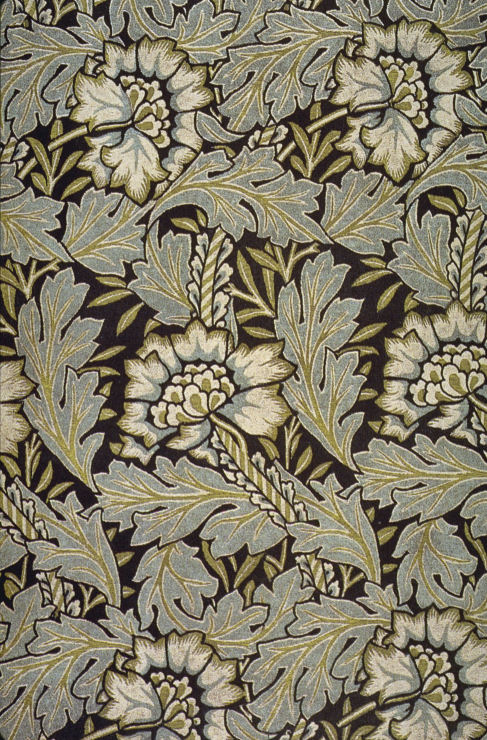
У. Моррис. Анемоны. Рисунок обоев. 1876. Музей Виктории и Альберта, Лондон

Декорати́вно-прикладно́е иску́сство — вид художественного творчества, который охватывает многие разновидности профессиональной и самодеятельной творческой деятельности, направленной на создание изделий, тем или иным образом совмещающих утилитарную, эстетическую и художественную функции. Этот собирательный термин условно объединяет два обширных вида искусства: декоративное и прикладное. Иногда эту широкую область вместе с дизайном именуют предметным творчеством. В отличие от произведений изобразительного, или изящного искусства, предназначенных для эстетического и художественного восприятия вне окружающей среды и поэтому относящихся к «чистому искусству», многочисленные произведения декоративно-прикладного творчества могут иметь практическое употребление (прикладное искусство) или служить украшением в широком смысле этого слова (декоративное искусство). В первом случае ключевым понятием является утилитарность или утилитарная функция, во втором — декор. Таким образом, декоративно-прикладное искусство, наряду с архитектурой, относится к роду бифункциональных искусств (лат. bi — два, двойной и лат. functio — исполнение, действие).
Понятие «декоративно-прикладное искусство» следует отличать, с одной стороны, от ремесла и народных художественных промыслов (связанных с ручной обработкой материала — «рукомеслом»), оформительского искусства (имеющего эстетический, но не художественный характер), а с другой стороны — от промышленного дизайна, изначально связанного с методикой проектирования и механическим воспроизводством изделий. В середине и второй половине XVIII века в Санкт-Петербургской Императорской Академии художеств действовали классы «мастерств и ремёсел» (к началу XIX века они оказались закрытыми ввиду изменений в области академической эстетики). Однако в истории русского искусства закрепился термин «учёное прикладничество», обозначающий работу профессиональных художников, имеющих академическое образование, в том числе иностранных мастеров, в области декоративного и прикладного искусства, изделия которых отличны от самодеятельного народного творчества профессиональной школой, хотя и, безусловно, связанных с народными традициями. Разграничение названных понятий следует рассматривать не абстрактно, а в историко-культурном контексте, который, однако, порождает новые проблемы.

 «Термин „художественные ремёсла“ целесообразно применять к эпохам, в которых ещё не произошло разделения искусства на станко́вое и декоративно-прикладное. Это относится к западноевропейскому искусству до эпохи итальянского Возрождения, а также к традиционным формам культур Ближнего, Среднего и Дальнего Востока. К примеру, определения „декоративно-прикладное искусство Древней Греции или Египта“, „декоративное искусство Византии, Китая, Японии“ недопустимы, поскольку в данных исторических типах не существовало разделения на „чистое“ художественное творчество и прикладное. Такое разделение складывается в странах Западной Европы в постренессансный период. В то же время античное и средневековое искусство характеризуются выдающейся техникой обработки различных материалов, которым придавали эстетическое значение; их красота обретала сакральный смысл»
Так, выдающийся отечественный историк-византинист А. В. Банк в предисловии к своей книге «Прикладное искусство Византии IX— XII веков» подчёркивала неорганичность названия, которое пришлось использовать по требованию издательства «как более привычное», но с научной точки зрения неверное: «Русское определение термина „прикладное искусство“ не адекватно тем функциям и тому значению, которые имели малые формы искусства в Средние века, в частности, в Византии. Понятия „Kleinkunst“ или „arts mineurs“ в значительно большей мере соответствуют их отнюдь не только утилитарному значению. Когда же это определение всё-таки встречается в настоящей книге, необходимо учитывать это предварительное замечание».
Немецкий художник и теоретик искусства Готфрид Земпер на опыте подготовки экспозиции первой Всемирной выставки 1851 года в Лондоне опубликовал несколько теоретических работ, в которых использовал термин «художественное ремесло» (нем. Das Kunstgewerbe). Согласно концепции Земпера, именно ремесленная составляющая творческого процесса художника может объединить «низшие» и «высшие» произведения искусства. Тем не менее, даже по концепции Земпера, область декоративно-прикладного искусства стала самоопределяться в качестве отдельного вида художественного творчества сравнительно поздно, только к середине XIX века, в связи с усилением морфологических процессов и появлением зачатков промышленного дизайна. Художественные ремёсла, напротив, существовали всегда, с глубокой древности. Произведения декоративно-прикладного искусства определяются согласно функциональному признаку. Изделия ремёсел — по предмету и методу обработки материала, именно поэтому они могут относиться к разным видам искусства. По этой же причине литургические предметы и, для сравнения, изделия ювелирного искусства, моделирование одежды, театрально-декорационное искусство и многое другое также рассматривают отдельно.
К русскому термину (в западноевропейской историографии словосочетание «декоративно-прикладное искусство» не используется, лишь изредка: английское «applied art») ближе всего немецкий термин «angewandte Kunst» («поворотное, обращаемое искусство»). Близкое определение: «Kunsthandwerk» («ручная художественная работа»), аналогичное старорусскому «рукомесло́».
Область декоративно-прикладного искусства следует также отделять от монументально-декоративного искусства (монументально-декоративной росписи, фрески, декоративной и орнаментальной лепки, сграффито, мозаики, витража), хотя связь между ними, безусловно, существует.
В искусстве XX века функции традиционного декоративно-прикладного искусства, народных промыслов и художественных ремёсел были значительно потеснены (но не замещены полностью) новым типом профессиональной проективной технико-эстетической деятельности — дизайном. В результате дискуссий о взаимосвязанности и различиях этих разновидностей творчества был введён обобщающий термин «предметное творчество», но он породил новые дискуссии.
Главной особенностью декоративно-прикладного искусства, в отличие от станко́вых видов (живописи, графики, скульптуры), является органичная связь его произведений с окружающей предметно-пространственной средой, потребностями жизни обычных людей в обыденной жизненной обстановке, а не созерцание прекрасного в музеях. Из этой особенности возникло ещё одно образное название: «самое близкое искусство».
Понятие декоративно-прикладного искусства формировалось в истории культуры постепенно. Изначально все вещи, окружающие человека в повседневной жизни, не считались предметами, имеющими эстетическую, а тем более художественную ценность. Но в эпоху итальянского, а затем и северного Возрождения к обыденным вещам и предметам ремёсел отношение стало меняться. Это было связано с появлением интереса человека к историческому прошлому, но, главным образом, с историко-культурным процессом размежевания родов, видов, разновидностей и жанров искусства.

## Структурная морфология декоративно-прикладного искусства
В академической литературе со второй половины XIX века утверждалась различная классификация и типология разновидностей декоративно-прикладного искусства. Чаще выделялись три основных критерия, определяющих градации (подгруппы) изделий:
- По функциональной структуре: утилитарные вещи, изделия многоцелевого назначения, декоративные предметы;
- По способу производства: изделия массового производства, серийные вещи, уникальные предметы;
- По объёмно-пространственной структуре: плоскостные изделия, объёмные формы, объёмно-пространственные композиции.

Удобство такой системы обусловлено взаимодействием критериев. Например, понятно, что утилитарные вещи связаны с массовым производством и тиражированием на заводах, а в уникальных (авторских) изделиях, как правило, доминирует не утилитарная, а декоративная функция.
Другим типологическим критерием является доминирование того или иного способа формообразования: архитектонического, скульптурного или живописно-графического. Ведь художник декоративно-прикладного искусства должен уметь сочетать в определённых соотношениях (либо специализироваться в чём-то одном) умения конструировать, рисовать, лепить, расписывать, знать технологию и многое другое. Декоративно-прикладное искусство находится как бы посередине между всеми другими видами изобразительного и конструктивного творчества, но к тому же связано с технологией обработки самых разных материалов. Отношение художника к материалу является ещё одним критерием классификации видов искусства. Классической работой по этой теме является небольшая статья «Одушевление материала как принцип красоты» бельгийского художника А. Ван де Велде.
В обыденном сознании, искусствоведческой и музейной практике легче и удобнее использовать подразделение предметов декоративно-прикладного искусства по материалу. Однако к наименованиям материала надо обязательно присоединять слово «художественный», поскольку главным в этом виде искусства является не просто техническая обработка материала (ремесло), не функциональность (дизайн), и даже не постижение красоты, а создание художественного образа, в котором соединяются все стороны эстетико-художественного процесса. Поэтому органичнее и точнее с научной точки зрения звучат названия: художественная керамика, художественное стекло, художественный текстиль, художественные изделия из дерева или металла…
Предметно-функциональный подход в этом отношении следует признать непригодным, поскольку когда мы говорим: посуда, мебель, одежда, то неясно, идёт ли речь о простых вещах или о произведениях искусства, имеющих образный характер.
Отдельно, по причине особой специфики, рассматривают моделирование одежды и ювелирное искусство.

## Методика и техника декоративно-прикладного искусства
Сложная структурная морфология декоративно-прикладного искусства определяет множество разновидностей, основанных на использовании различных методик, материалов и технических приёмов, многие из которых шлифовались веками в народном и профессиональном художественном творчестве.
Так в обработке камня, дерева, кости используется резьба: резьба по камню, резьба по кости, резьба по дереву;
В работе с тканями: ткачество, вязание, шитьё, золотное шитьё, лоскутное шитьё, ковроткачество, кружево, аппликация, батик и многое другое.
В стеклоделии: выдувание, шлифование, гравировка, роспись. В металле: выколотка, чеканка, гравировка.